# Anolis conspersus

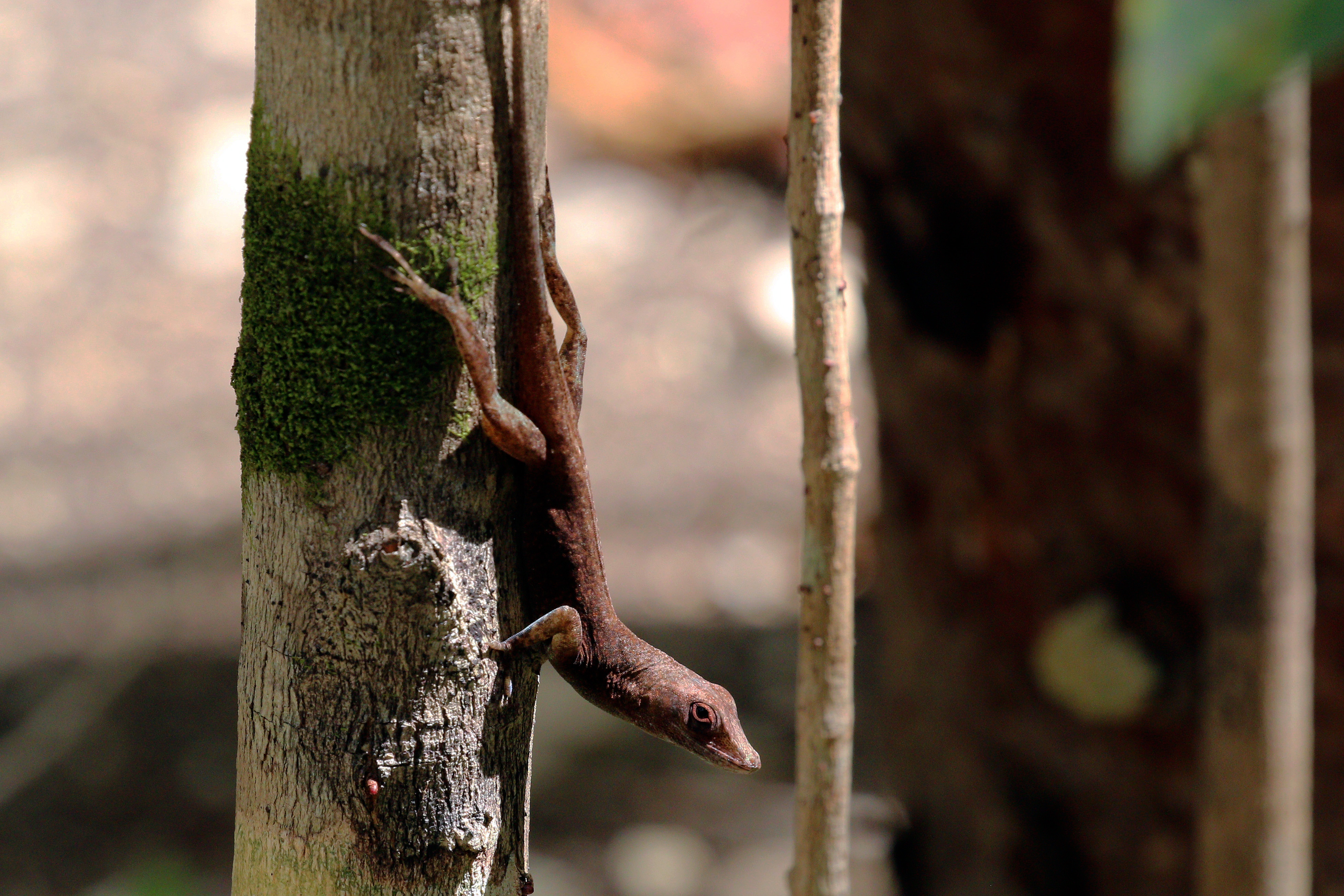
Молодий Anolis conspersus

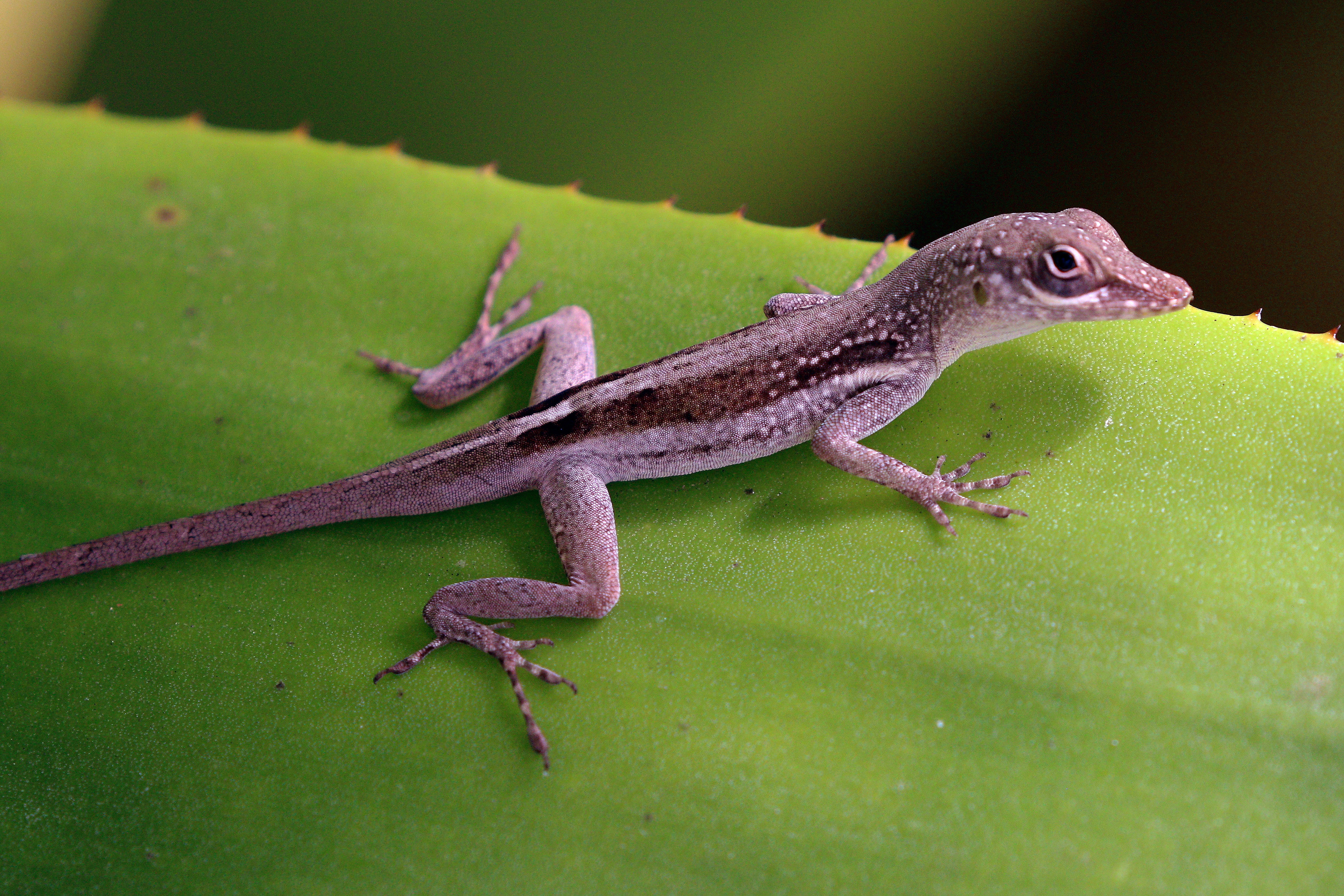
Молода самиця Anolis conspersus

Anolis conspersus (каймановий синьовіяловий аноліс) — вид ігуаноподібних ящірок родини анолісових (Dactyloidae). Ендемік Кайманових Островів.

## Підвиди
Виділяють два підвиди:
- Anolis conspersus conspersus Garman, 1887 — захід Великого Каймана, Бубі-Кей;
- Anolis conspersus lewisi Grant, 1940 — схід Великого Каймана.

## Поширення і екологія
Кайманові синьовіялові аноліси мешкають на острові Великий Кайман та на сусідньому острівці Бубі-Кей. Вони живуть в лісах, рідколіссях, кокколобових, чагарникових і мангрових заростях. Живляться безхребетними і нектаром, іноді дрібними ящірками. Відкладають яйця.